# زكريا ملك إسرائيل
زكريا بن يربعام الثاني (بالعبرية: זְכַרְיָה‏)، (باللاتينية: Zacharias)‏ هو ملك مملكة إسرائيل الشمالية لمدة 6 أشهر، وابن ملك إسرائيل يربعام الثاني.
أصبح زكريا ملك إسرائيل في السامرة في السنة الثامنة والثلاثين لحكم عزيا ملك يهوذا. قام ويليام أولبرايت بتأريخ حكمه من 746 ق.م إلى 745 ق.م. بينما أرخ إدوين ثيلي حكمه من 753 ق.م إلى 752 ق.م.
وفقًا للكتاب المقدس، فعل زكريا «الشر في عيني الرب كما فعل ملوك إسرائيل السابقين». حكم زكريا إسرائيل لمدة ستة أشهر فقط قبل أن يقتله شلوم، وبموته أنهى سلالة ياهو ملك إسرائيل بعد أربعة أجيال من نسله، وفاء النبوءة في سفر الملوك الثاني 10: 30.